# Pterophorus virgo
Pterophorus virgo là một loài bướm đêm thuộc họ Pterophoridae. Nó được tìm thấy ở Cameroon và Guinea Xích Đạo.